# روبرتو رودريغيز (مخرج)
روبرتو رودريغيز (بالإسبانية: Roberto Rodríguez)‏ هو مخرج مكسيكي، ولد في 1909 في مدينة مكسيكو في المكسيك، وتوفي بنفس المكان في 1995.

## وصلات خارجية
- روبرتو رودريغيز على موقع IMDb (الإنجليزية)